# Neues Jerusalem

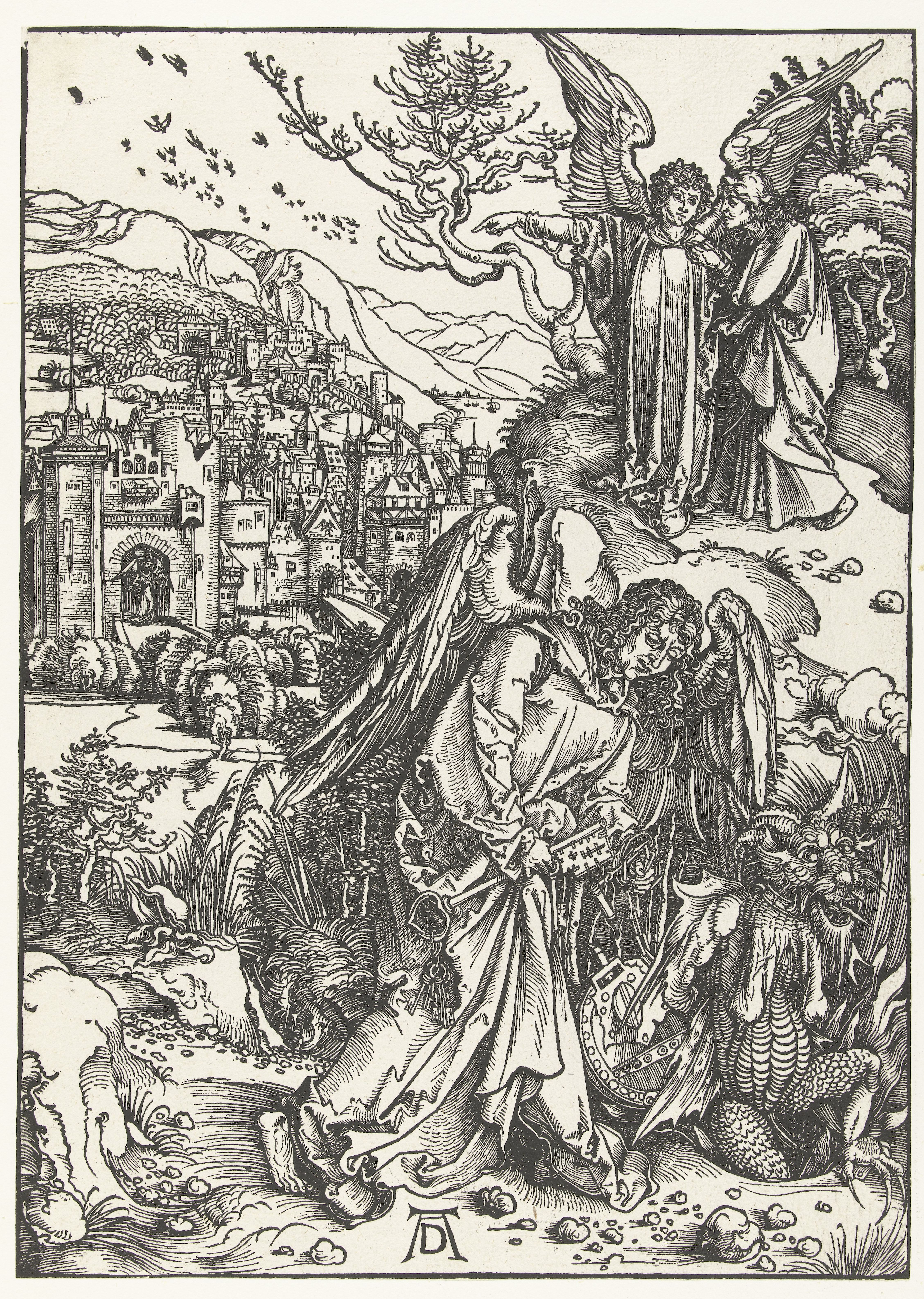
Das „Neue Jerusalem“ als spätmittelalterliche deutsche Stadt im Apokalypsen-Zyklus von Albrecht Dürer.

Das Neue Jerusalem (auch Himmlisches Jerusalem genannt) entspringt einer Vision aus dem neutestamentlichen Buch der Offenbarung des Johannes, Kapitel 21, wonach am Ende der Apokalypse eine neue Stadt, ein neues Jerusalem, entstehen wird. Dies geschieht, nachdem der alte Himmel und die alte Erde vergangen sind.
So beschreibt Offb 21,1–2 , dass bei der Apokalypse, dem letzten Gericht und dem Endkampf zwischen Gott und dem Teufel, letzten Endes Gott als Sieger aus diesem Kampf hervorgehen wird. Daraufhin werden die Erde und der Himmel erneuert und eine Stadt wird aus dem Himmel herabfahren: das neue Jerusalem. In der Wirkungsgeschichte dieser Vision bildet oft der Berg Zion ein pars pro toto für das eigentliche Jerusalem, und zwar seit den Kreuzzügen bis hin zu pietistischen Bestrebungen, mit Ausläufern bis zum Beginn des 20. Jahrhunderts.

## Aussehen der Stadt

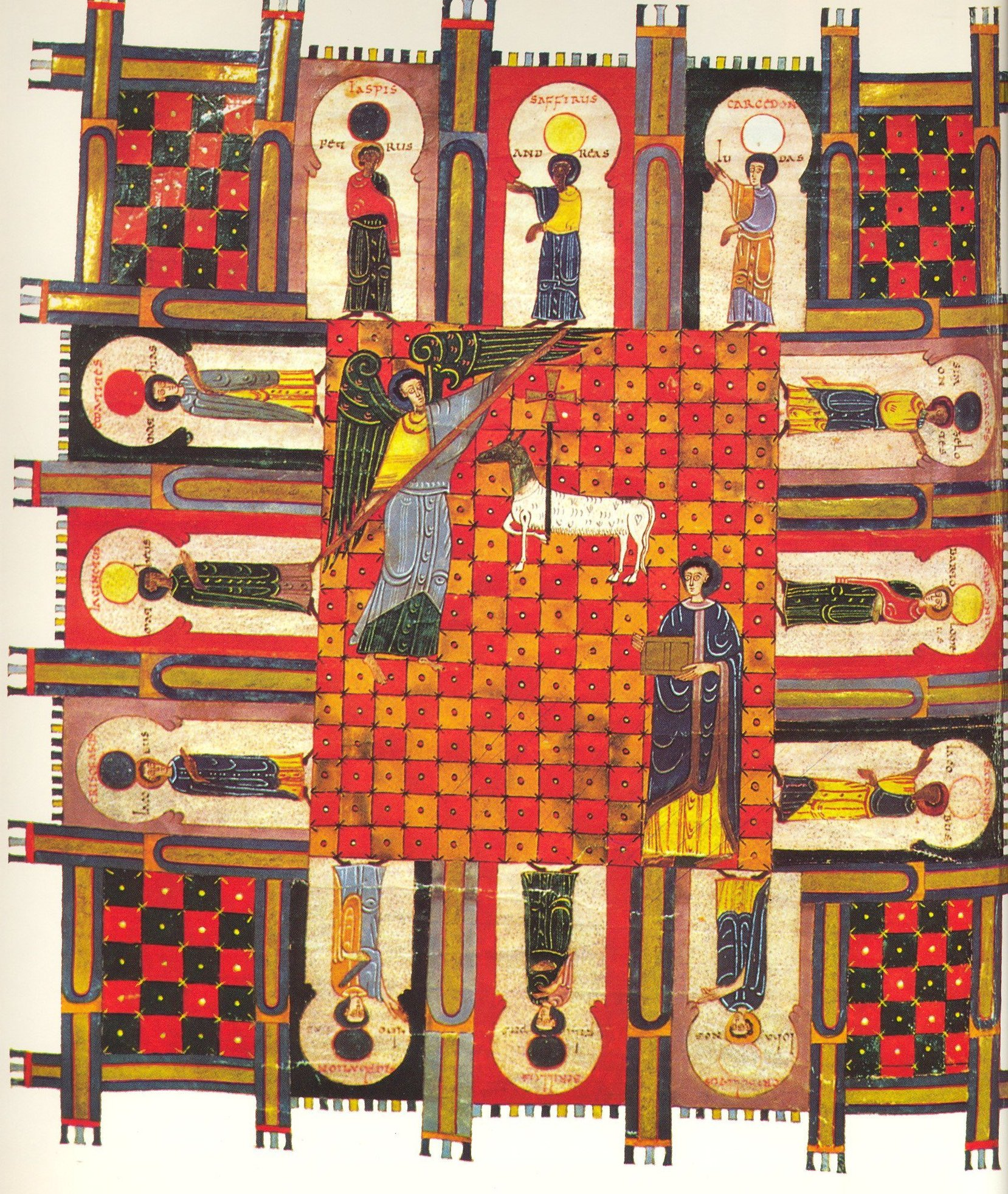
Miniatur aus dem Facundus-Beatus: Der Engel vermisst das „Neue Jerusalem“ mit einem Stab oder Schilfrohr. Außerdem zu erkennen: das Lamm Gottes und je ein Satz von zwölf Figuren, Toren und Steinen.

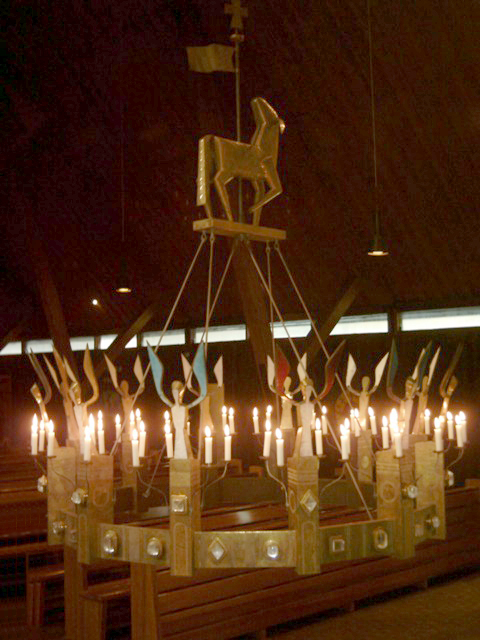
„Jerusalemleuchter“ in der Apostelkirche (Bocholt) von Franz Rickert. Zwölf Engel zieren die zwölf Tore, die mit Edelsteinen geschmückt sind. In der Mitte sieht man das Lamm Gottes mit der Siegesfahne, ein Symbol für Jesus Christus.

In Offb 21,11–27  folgt eine detaillierte Beschreibung der Stadt. Sie soll von gleißendem Licht strahlen, aus glasartigem Gold und von würfelförmiger Gestalt sein. Auf jeder der vier Seiten existieren jeweils drei Stadttore innerhalb der Stadtmauer, auf denen wiederum insgesamt zwölf Engel stehen. Auf den Toren, die jeweils aus einer Perle bestehen, stehen die Namen der zwölf Stämme Israels. Die zwölf Grundsteine der Stadtmauer bestehen aus zwölf verschiedenen Edelsteinen, die einzeln aufgezählt werden und die die Namen der zwölf Apostel tragen. Die detaillierte Darstellung der Form, Gestalt und Größe des Neuen Jerusalems ist stark von einer Lichtsymbolik durchdrungen, die auf der Verwendung von Glas und Edelsteinen als Baumaterialien der himmlischen Stadt fußt: So sind die Mauern aus grünem Jaspis errichtet, ihre Grundsteine werden von zwölf Edelsteinen geschmückt werden, darunter Jaspis, Smaragd und Beryll (Joh. Off. 21, 20). Bei der Beschreibung der Stadt spielt auch das Quadrat eine besondere Rolle. Als geometrisches Grundmodul bestimmt es nicht nur den Umriss der Stadtmauer (Ez. 48,16 ), sondern auch die Gestalt des Tempelbezirks (Ez. 42,15–20 ), des Tempels (Ez. 41,13–15 ), des Vorhofs (Ez. 40,47 ) und des Allerheiligsten (Ez. 41,4 ).
Die Größe der Stadt mit einer Seitenlänge von 12.000=12×1000 Stadien beschrieben, ihre Gebäude sollen 12.000 Stadien hoch sein (Offb 21,16 ). Umgeben ist sie von einer 144=12² Ellen hohen Mauer. Rechnet man ein Stadion mit 185 m, ergibt sich eine Kantenlänge von 2.220 Kilometern. Ob diese Zahlen wörtlich zu nehmen sind, ist umstritten. Manche vertreten die Ansicht, dass aufgrund der in der Bibel häufig anzutreffenden Zahlensymbolik eher von einer den Zahlenangaben innewohnenden inneren Botschaft auszugehen sei. So wird etwa die Höhe der Mauer mit 3 × 4 × 12 angegeben; dabei steht die „Drei“ für eine sehr große Gewissheit, die „Vier“ für die vier Himmelsrichtungen und damit die gesamte Erde und die „Zwölf“ für die zwölf Stämme und damit das ganze Volk Israel.

## Geschichtliche Rezeption
Besonders während der Zeit der Kreuzzüge war die Vorstellung weit verbreitet, dass die Befreiung des irdischen Jerusalems von den „ungläubigen“ islamischen Herrschern die Bedingung wäre, dass das Himmlische Jerusalem kommen könne. Ein Beispiel für die künstlerische Rezeption dieses Gedankens ist der sogenannte Barbarossaleuchter in der Pfalzkapelle des Aachener Doms, ein Radleuchter.
Dem mittelalterlichen Verständnis nach galten Kirchen, Klöster, aber auch Städte, als irdische Manifestationen des Himmlischen Jerusalems, wobei die apokalyptischen Schriften des Alten und Neuen Testaments als Bauvorlagen dienten. Besonders deutlich wird dies nicht nur bei tetragonalen Anlagen, die die Beschreibung des Neuen Jerusalems in Ezechiel-Vision und der Johannes-Apokalypse übernehmen, aber auch bei Details, wie die Verwendung von symbolischen Edelsteinen, die in Kirchen- und Klostermauern verbaut wurden.
Die Täufer nannten das von ihnen in den 1530er Jahren beherrschte Münster „Neues Jerusalem“, siehe Täuferreich von Münster.

## Musikalische Rezeption
Das Himmlische Jerusalem findet im letzten Abschnitt des Requiem, In paradisum, gleichsam als Synonym für das Paradies Erwähnung:
| In paradisum deducant te Angeli: in tuo adventu suscipiant te Martyres, et perducant te in civitatem sanctam Ierusalem. | Ins Paradies mögen dich Engel geleiten: bei deiner Ankunft sollen dich die Märtyrer empfangen und dich in die heilige Stadt Jerusalem führen. |

Das Motiv des Himmlischen Jerusalems wird aufgegriffen im Lied Jerusalem, du hochgebaute Stadt.
Das Himmlische Jerusalem wird auch im Lied Wachet auf, ruft uns die Stimme besungen. Mit dem dritten Vers „Gloria sei dir gesungen“, in dem die zwölf Perlentore des neuen Jerusalem genannt werden, schließt die gleichnamige Kantate von Johann Sebastian Bach.
Auch das deutschsprachige Neue Geistliche Lied Ihr Mächtigen, ich will nicht singen von Christine Heuser bezieht sich auf das Neue Jerusalem. Gesungen wird es zur Melodie von Jerusalem aus Gold. Inhaltlich ist der Text in mancher Beziehung auch an Jerusalem aus Gold angelehnt, so etwa in Hinblick auf das Sehnsuchts- und Heimkehrmotiv. Er stellt jedoch keine – auch keine freie – Übersetzung des Originals dar, da er sich auf das Himmlische Jerusalem und nicht auf die Stadt in Israel bezieht.
Das Magnum Opus Supper’s Ready von Genesis nimmt im letzten Textvers Bezug auf das Neue Jerusalem.